# مارتین ساندرسن
مارتین ساندرسن (انگلیسی: Martyn Sanderson؛ ۲۴ فوریهٔ ۱۹۳۸ – ۱۴ اکتبر ۲۰۰۹) شاعر، بازیگر و کارگردان فیلم اهل نیوزیلند بود. سندرسون در سال ۲۰۰۵ «به پاس خدماتش به ادبیات و تئاتر» نشان لیاقت نیوزیلند را دریافت کرد.
از فیلم‌هایی که وی در آن‌ها نقش داشته، است می‌توان به بچه‌های کوه آتشفشان، فرشته‌ای سر میز من، مترسک، آخرین خال‌کوبی و سری ارباب حلقه‌ها اشاره نمود.